# Сиак (река)
Сиак — река в Индонезии, на острове Суматра. Длина 350 км. Протекает в центральной части острова, впадает в Малаккский пролив. Берёт начало при слиянии рек Тапунг-Канан и Тапунг-Кири. Сиак судоходен.
На реке расположен один из крупнейших городов Суматры — Пеканбару. Среднегодовая температура в этом районе составляет 23 °C. Самый теплый месяц — октябрь, когда средняя температура составляет около 25 °C, а самый холодный — январь, при 22 °C. Среднегодовая норма осадков — 2673 мм. Сиак имеет существенное хозяйственное значение для Пеканбару и его окрестностей. Через реку наведено несколько мостов.